# Barrage Garrison

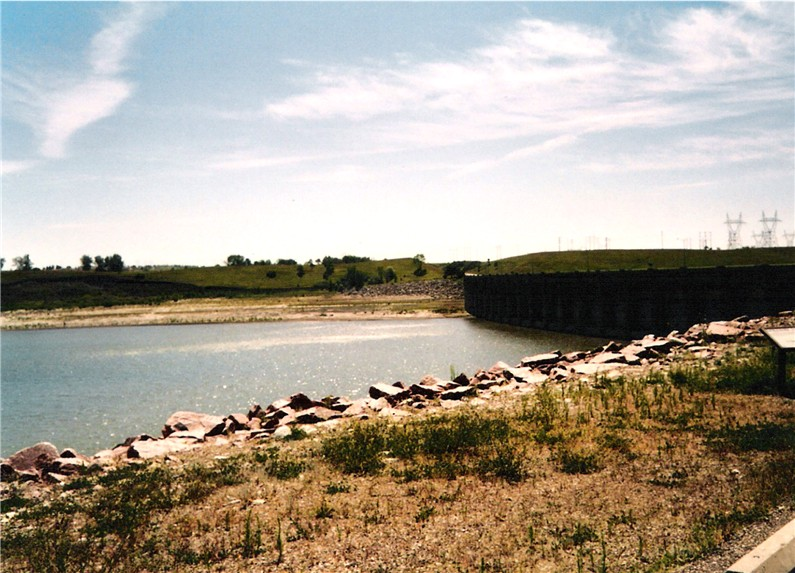
Le déversoir du barrage Garrison sur la rivière Missouri River dans le Dakota du Nord.

Le barrage Garrison est un barrage en remblai sur le Missouri, dans l'État du Dakota-du-Nord, aux États-Unis. C'est le cinquième plus grand barrage remblai au monde . Le lac réservoir créé par ce barrage est le lac Sakakawea.
Projet fédéral, sa construction débuta en 1947 et le remblai fut bouclé en avril 1953. Les travaux de terrassement furent terminés à l'automne 1954 par le Corps du génie de l'armée des États-Unis. Ce barrage était destiné à contrôler les inondations et à produire de l'énergie électrique.
Le barrage se situe entre Riverdale et Pick City et est nommé d'après la ville proche de Garrison.
Ses turbines ont une capacité de production de 515 mégawatts d'électricité. Leur production moyenne est de 240 mégawatts.
Le centre national d'alevinage du barrage Garrison (Garrison Dam National Fish Hatchery) est la plus grande installation d'élevage de doré jaune et de brochet et travaille également à la sauvegarde d'espèces en danger, comme l'esturgeon pale.

## Données
- Longueur : 3,4 km[1]
- Hauteur : 64 m[1]
- Inauguration : juin 1953 par le président américain Dwight Eisenhower.
- Construction : de 1947 à 1953 ; 300 millions de dollars ; 9 millions de chargement de camions en terre ; 60 000 m3 de terre déplacés chaque jour.

## Source
- (en) Cet article est partiellement ou en totalité issu de l’article de Wikipédia en anglais intitulé « Garrison Dam » (voir la liste des auteurs).